# Jiaxin Cheng
Jiaxin Cheng (2 ottobre 1974) è una violoncellista cinese.

## Biografia
Diplomatasi presso il conservatorio di Shanghai, Cina, nel 1997, Jiaxin aveva già suonato con la Shanghai Symphony Orchestra prima di trasferirsi in Nuova Zelanda, dove ottenne un Master presso l'Università di Auckland nel 2001. In Nuova Zelanda Jiaxin è stata violoncellista principale della Auckland Chamber Orchestra e ha suonato regolarmente sia con la Auckland Philharmonia Orchestra che con la New Zealand Symphony Orchestra.
Con la Auckland Symphony Orchestra Jiaxin ha suonato concerti di Dvořák, Elgar e Lalo ed è stata anche membro dell'Aroha String Quartet. Dal 2007 Jiaxin abita a Londra, dove ha dato diversi concerti, tra i quali va ricordata la sua performance dell'aprile 2008 al Her Majesty Theatre con Andrew Lloyd Webber e Julian Lloyd Webber, descritta dalla stampa come "il momento più emozionante della serata". Jiaxin è comparsa alla Royal Festival Hall in aprile 2011 e alla BBC Radio 3 nell'ottobre 2011. Ha inciso assieme a Julian Lloyd Webber l'"Arioso" per 2 violoncelli e archi di Menotti, pubblicato nel marzo del 2011 nell'album "The Art of Julian Lloyd Webber".

## Vita privata
Jiaxin Cheng è sposata con il violoncellista britannico Julian Lloyd Webber con il quale ha avuto una figlia, Jasmine Orienta, nata il 14 giugno 2011.